# Alfred Lehmann
Alfred Georg Ludvig Lehmann, född den 29 december 1858 i Köpenhamn, död där den 26 september 1921, var en dansk psykologisk forskare. Han var brorson till Orla Lehmann och far till Inge Lehmann.
Lehmann studerade vid Köpenhamns universitet samt (för Wilhelm Wundt) i Leipzig, blev 1890 docent vid hemstadens universitet, där han grundlade ett psykofysiskt laboratorium. Han blev 1919 ordinarie professor i experimentell filosofi i Köpenhamn. Lehmann väckte uppmärksamhet genom sin doktorsavhandling Farvernes elementære Æstetik (1884), ett empiriskt psykologiskt arbete. Sedan utgav han arbeten om hypnosen (1890), om människans känsloliv (1892), det stora verket Overtro og Trolddom (4 band, 1893–1896) med mera. Bland senare arbeten kan nämnas Grundzüge der psychophysiologie (1912), Den individuelle sjælelige udvikling (1913; 3:e upplagan 1920), Die Hauptgesetze des menschlichen Gefühlslebens (1914), 'Stofskifte ved sjælelig Virksomhed (1918), Størst udbytte af legemligt og aandeligt Arbejde (1919) och Spiritismen og dens saa-kaldte Beviser (1921). Som skarpsinnig psykofysisk experimentator åtnjöt Lehmann stort anseende. 

## Utmärkelser
- Riddare av Dannebrogorden,  1918[2]

[Redigera Wikidata]